# 约翰·菲斯克
约翰·菲斯克（英語：John Fiske，1939年—），美国威斯康星大学传播学教授，被誉为流行文化研究的创始人。他是美国大众文化的重要理论家与实践者，是西方当代文化研究领域的代表人物之一。作为“世界知名的文化研究健将”，菲斯克著述甚丰，最有代表性的是《理解大众文化》、《解读大众文化》、《解读电视》、《传播研究导论》、《电视文化》、《关键概念：传播与文化研究辞典》、《媒介的实质——美国政治中的种族与性别》等。